# Ingelkärr
Ingelkärr är en sjö i Ale kommun i Västergötland och ingår i Göta älvs huvudavrinningsområde. Sjön är 9,1 meter djup, har en yta på 0,0817 kvadratkilometer och är belägen 93,2 meter över havet.  Sjön ligger i skogsområdet Alefjäll och avvattnas av vattendraget Röbackaån som når Göta älv via Forsån och Grönån.

## Delavrinningsområde
Ingelkärr ingår i det delavrinningsområde (642729-128672) som SMHI kallar för Mynnar i Grönå. Medelhöjden är 96 meter över havet och ytan är 24,61 kvadratkilometer. Det finns inga avrinningsområden uppströms utan avrinningsområdet är högsta punkten. Röbackaån som avvattnar avrinningsområdet har biflödesordning 3, vilket innebär att vattnet flödar genom totalt 3 vattendrag innan det når havet efter 49 kilometer. Avrinningsområdet består mestadels av skog (70 procent) och jordbruk (16 procent). Avrinningsområdet har 1,4 kvadratkilometer vattenytor vilket ger det en sjöprocent på 5,7 procent.